# 大友出版印刷
株式会社大友出版印刷（おおともしゅっぱんいんさつ） は、かつて存在していた日本の同人誌印刷所。大阪府大阪市生野区に本社を置いていた。
1972年（昭和47年）7月、運送業社「大友興業」として設立。1980年（昭和55年）に印刷出版部門を開設し「大友出版」として同人誌を専門とした事業を開始。1983年（昭和58年）7月、運送部門を廃止して「大友出版印刷」に社名変更するとともに同人誌以外の一般向け印刷業にも進出した。便箋などに強く、女性・アニメの二次創作同人誌の利用が多い。
2019年7月31日に解散した。